# Ben Offereins
Ben Offereins, född den 12 mars 1986, är en australisk friidrottare som tävlar i kortdistanslöpning.
Offereins deltog på 400 meter vid VM för juniorer 2004 men tog sig inte vidare från semifinalen. Vid VM 2009 ingick han tillsammans med John Steffensen, Sean Wroe och Tristan Thomas i Australiens stafettlag på 4 x 400 meter som blev bronsmedaljörer. 

## Personliga rekord
- 400 meter - 45,69 från 2009